# Makurdi

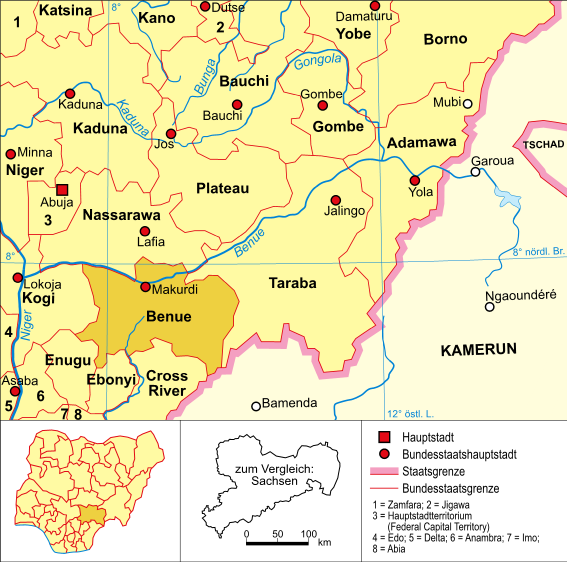
Lage Makurdis in Nigeria

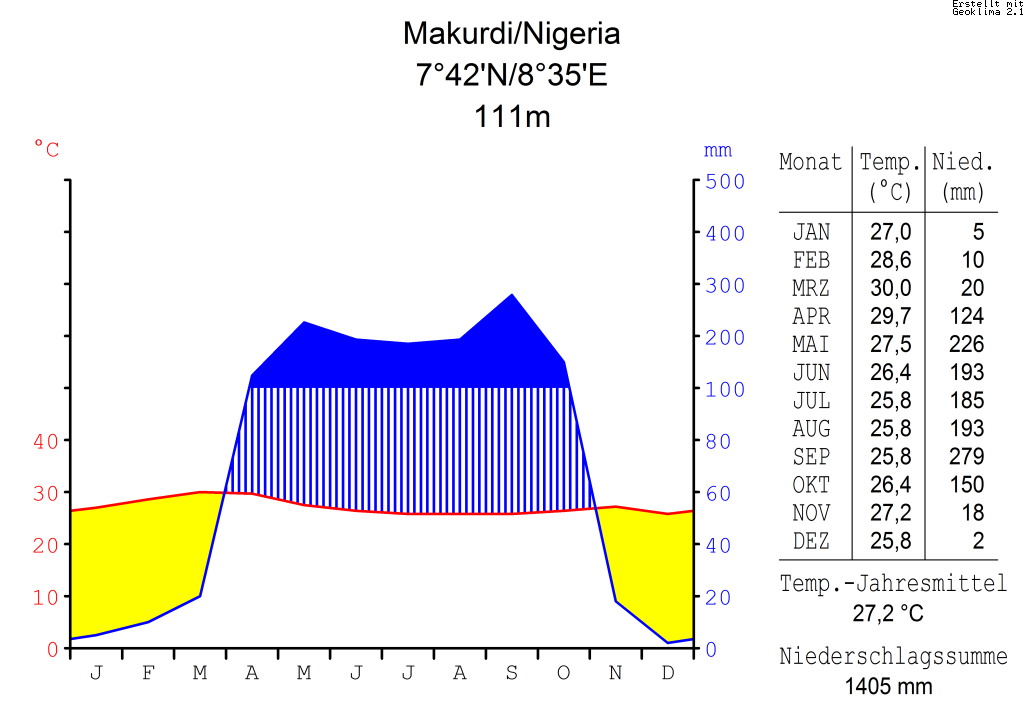
Klimadiagramm Makurdi

Makurdi ist die Hauptstadt des nigerianischen Bundesstaates Benue. Einer Schätzung von 2006 zufolge hat sie 306.108 Einwohner. Makurdi ist Standort der Benue State University und der Federal University of Agriculture sowie des Militärflugplatzes Makurdi Air Force Base.

## Geographie
Makurdi liegt auf durchschnittlich 104 m Höhe auf beiden Seiten des Flusses Benue, ca. 100 km südöstlich von Abuja. Die 323 km lange Straße nach Abuja führt über Lafia. Eine 1932 erbaute Eisenbahnbrücke über den Benue ist ein Verknüpfungspunkt zwischen Nordostnigeria und dem Meer. Eine zweite Brücke wurde 1978 gebaut. An Makurdi führt eine Pipeline vorbei, die von Port Harcourt nach Yola führt.

## Geschichte
Makurdi wurde in den 1920er Jahren gegründet und wurde 1927 Hauptstadt der zehn Benuestaaten. Seit dem 3. Februar 1976 ist Makurdi Hauptstadt des Bundesstaates Benue.
Im Dezember 2000 töteten drei Polizisten zwei Mitglieder einer illegalen Vereinigung und wurden deswegen zum Tode verurteilt. Im April 2002 wurde bekannt, dass neben einer Kirche in Makurdi seit den 1970er Jahren Raketen und Granatwerfer gelagert worden waren.

## Persönlichkeiten
- Dora Akunyili (1954–2014), von 2001 bis 2009 Direktorin der National Agency for Food and Drug Administration and Control (NAFDAC), seither Nigerianischer Minister of Information and Communications.
- Hilary Nanman Dachelem (* 1966), Ordensgeistlicher und Bischof von Bauchi
- James Nnaji (* 2004), Basketballspieler